# Nils Wågsjö
Nils Axel Sune Wågsjö, född 26 februari 1920 i Maria Magdalena församling, Stockholm, död 20 januari 1994 i Örgryte, Göteborg, var en svensk tenor och gospelsångare.

## Biografi
Nils Wågsjö föddes 1920 i  Stockholm. Han var son till montören Axel Ferdinand Svensson och sömmerskan Brita Charlotta Svensson. Föräldrarna skilde sig 1925 och Wågsjö flyttade tillsammans med sin mor till Slottstorp i Länna. 1928 flyttade de till Husby-Sjuhundra. Samma år flyttade de till Huddinge.
Han studerade musik som ung och kom att bli en svensk gospelsångare. Han var medlem i Solistkvartetten och sjöng där andratenor. Wågsjö var medlem i Smyrnakyrkan i Göteborg som tillhörde Pingströrelsen. Den 11 november 1944 gifte han sig med Asta Margareta Wågsjö (1920–1991).
Wågsjö gjorde tillsammans med Göran Stenlund ett flertal sångframträdande och skivinspelningar. De gjorde turnéer i bland annat USA och England. I ett fullsatt Royal Albert Hall sjöng de för 10000 personer. De har även gjort många framträdanden med Solistkvartetten.
Wågsjö avled 20 januari 1994 i Örgryte, Göteborg. Makarna Wågsjö är begravda på Östra kyrkogården i Göteborg. Farfar till Johannes Wågsjö

## Diskografi

### Album
- Praise the Lord all nations! Medverkande: IBRA radio orkester, IBRA kören, Göran Stenlund, Lennart Jernestrand, piano.[5]
  - Praise the Lord All Nations
  - My Life Story (Samuel Doctorian)
  - Hiding in the Shadow of the Rock
  - The Story Of "A Heavenly Song"Voice – Samuel Doctorian
  - A Heavenly Song (IBRA kören, Göran Stenlund och Samuel Doctorian)
  - After
  - I Have Heard of a Place
  - In My Father's House Are Many Mansions
  - It Was His Love For Me
  - Oh I Never Shall Forget the Day
  - It Is Finished

### Singlar
- 1958 - Förtrösta på Herren. Medverkande: Smyrnas orkester, Göteborg och Sixten Sjöberg, dirigent.[10]
  - Förtrösta på Herren
  - I midnatts mörker
  - Herdens röst
  - Jag ser Jerusalem i morgonljus
- Nils Wågsjö och Göran Stenlund (Hemmets Härold - P 5308). Medverkande: Ruth Stenlund, flygel och Lennart Jernestrand, flygel och orgel.[8]
  - O, kärlek underbar
  - Ensam gick Jesus
  - Bed
  - Bliv stilla vid att Han är Gud
- Duett av Göran Stenlund och Nils Wågsjö med piano.[11]
  - Frid, himmelsk frid
  - Underbar kärlek
- 1956 - Duett av Göran Stenlund och Nils Wågsjö. Medverkande: Sixten Sjöberg, flygel.[12]
  - Jesus är dig alltid nära
  - Gå till Jesus
- Nils Wågsjö och Göran Stenlund. Medverkande: Sixten Sjöberg, flygel.[13]
  - Gå till Jesus
  - Jesus är dig alltid nära
  - Jag giver det allt åt Jesus
  - Herre, jag längtar
- Nils Wågsjö och Göran Stenlund. Medverkande: IBRA-ensemblen och Lennart Jerestrand, dirigent.[14]
  - Hemland, där sol ej dalar
  - Vad är din vän
  - Jag vill sjunga en sång om det härliga land
  - Själv blott ett intet

## Fotnoter
1. ↑  Överståthållarämbetet, Skatteverket. Rotemännens arkiv. Rote 31 Heleneborgsroten (A, AB) DIa:215 (1911-1926) Sida: 6a
2. ↑  Länna (AB) AIIa:6 (1917-1927) Sida: 518
3. ↑  Husby-Sjuhundra (AB) AII:5 (1924-1935) Sida: 60
4. ↑  Huddinge (AB) AIIa:15 (1924-1932) Sida: 1636
5. 1 2  ”Nils Wagsjo* – Praise The Lord All Nations”. Discogs. https://www.discogs.com/Nils-Wagsjo-Praise-The-Lord-All-Nations/release/14238431. Läst 2 oktober 2020.
6. 1 2  Sveriges dödbok 1901-2009
7. ↑  Sveriges befolkning 1970
8. 1 2  ”Nils Wågsjö och Göran Stenlund – O, Kärlek Underbar. / Ensam Gick Jesus. / Bed. / Bliv Stilla Vid Att Han Är Gud.”. Discogs. https://www.discogs.com/Nils-W%C3%A5gsj%C3%B6-och-G%C3%B6ran-Stenlund-O-K%C3%A4rlek-Underbar-Ensam-Gick-Jesus-Bed-Bliv-Stilla-Vid-Att-Han-%C3%84/release/9617136. Läst 2 oktober 2020.
9. ↑  Wågsjö, Nils Axel Sune och Wågsjö, Margareta Asta på SvenskaGravar.se
10. ↑  ”Nils Wågsjö – Förtrösta På Herren”. Discogs. https://www.discogs.com/Nils-W%C3%A5gsj%C3%B6-F%C3%B6rtr%C3%B6sta-P%C3%A5-Herren/release/3826410. Läst 2 oktober 2020.
11. ↑  ”Göran Stenlund, Nils Wågsjö – Frid, Himmelsk Frid / Underbar Kärlek”. Discogs. https://www.discogs.com/G%C3%B6ran-Stenlund-Nils-W%C3%A5gsj%C3%B6-Frid-Himmelsk-Frid-Underbar-K%C3%A4rlek/release/10021845. Läst 2 oktober 2020.
12. ↑  ”Göran Stenlund Och Nils Wågsjö – Jesus Är Dig Alltid Nära / Gå Till Jesus”. Discogs. https://www.discogs.com/G%C3%B6ran-Stenlund-Och-Nils-W%C3%A5gsj%C3%B6-Jesus-%C3%84r-Dig-Alltid-N%C3%A4ra-G%C3%A5-Till-Jesus/release/12616194. Läst 2 oktober 2020.
13. ↑  ”Nils Wågsjö Och Göran Stenlund – Gå Till Jesus”. Discogs. https://www.discogs.com/Nils-W%C3%A5gsj%C3%B6-Och-G%C3%B6ran-Stenlund-G%C3%A5-Till-Jesus/release/11679453. Läst 2 oktober 2020.
14. ↑  ”Nils Wågsjö – Hemland, Där Sol Ej Dalar”. Discogs. https://www.discogs.com/Nils-W%C3%A5gsj%C3%B6-Hemland-D%C3%A4r-Sol-Ej-Dalar/release/12487488. Läst 2 oktober 2020.